# Andrey Krasnov
Pour les articles homonymes, voir Krasnov.
Andrey Ivanovitch Krasnov (en russe : Андрей Иванович Краснов), né le 4 juin 1994, est un fondeur russe spécialiste du sprint.

## Biographie
Krasnov fait ses débuts officiels dans une course FIS en fin d'année 2012, puis dans la Coupe d'Europe de l'Est l'hiver suivant. Dans cette compétition, il monte sur son premier podium et gagne sa première manche lors de la saison 2016-2017.
Il découvre la Coupe du monde en janvier 2018 au sprint libre de Dresde, où il atteint les demi-finales pour sa classer finalement huitième. Le lendemain, il arrive troisième du sprint par équipes avec Gleb Retivykh et monte sur son podium au niveau mondial.
Deux ans plus tard, il est de nouveau troisième du sprint par équipes à Dresde avec Retivykh, à 0 s 18 des vainqueurs français.

## Palmarès

### Coupe du monde
- Meilleur classement général : 75e en 2020.
- Meilleur résultat individuel : 8e.
- 2 podiums en sprint par équipes : 2 troisièmes places.

#### Classements en Coupe du monde
| Saison / Épreuve | Saison / Épreuve | Général | Général | Distance | Distance | Sprint | Sprint |
| Saison / Épreuve | Saison / Épreuve | Class.  | Points  | Class.   | Points   | Class. | Points |
| ---------------- | ---------------- | ------- | ------- | -------- | -------- | ------ | ------ |
| 2018             | 2018             | 82e     | 47      | -        | -        | 37e    | 47     |
| 2019             | 2019             | 80e     | 46      | -        | -        | 41e    | 46     |
| 2020             | 2020             | 75e     | 54      | -        | -        | 37e    | 54     |

### Coupe d'Europe de l'Est
- 3e du classement général en 2021.
- 6 victoires.